# Тёмные паттерны
Тёмные паттерны — приёмы, как правило относящиеся к проектированию пользовательских интерфейсов: намеренно вводящие в заблуждение дизайны интерфейсов, цель которых – повлиять на поведение пользователя, явно не в интересах пользователя. 
Термин ввёл UX-дизайнер Гарри Бригналл, он также зарегистрировал домен deceptive.design, чтобы разместить там «библиотеку мошеннических приёмов построения пользовательских интерфейсов с целью их классификации и осуждения».
Примеры темных паттернов — агрессивное подталкивание к покупке ненужной дополнительной услуги, подписке на ненужную рассылку.  С другой стороны, темные паттерны характеризуются созданием дополнительных сложностей и "ловушек" на пути пользователя, при действиях "нежелательных для компании" - например, отказе от подписки на услуги или рассылку. Механизмы работы «ловушек» во многом схожи с «подталкиваниями». Разница в том, что этичные «подталкивания» стимулируют активный выбор, а «ловушки» – пассивное подчинение, создавая «трение» на пути к желаемому действию. 
Создание навязчивых cookie-файлов для сбора избыточных данных, усложнение процесса отмены подписки, форматы рекламы, которую невозможно пропустить или намеренное создание запутанной навигации на сайте — примеры темных паттернов, которые часто рассматриваются в рамках теории "темной креативности".
В 2020 году Касс Санстейн предложил проводить аудиты темных паттернов и ловушек на сайтах организаций. С 2021 года, EFF и Consumer Reports принимают заявления об использовании тёмных паттернов различными организациями.

## Основные тёмные паттерны по Бригналлу
Вопросы с подвохом (англ. Trick questions)Формулировки вопросов на каком-либо элементе управления, например чекбоксах, подтверждающих подписку на рассылку, составляются так, чтобы их можно было правильно понять только при внимательном чтении.
Подбрасывание товара (англ. Sneak into basket)При покупке к выбранным товарам без ведома покупателя добавляется дополнительный товар или услуга на небольшую сумму, например страховой взнос.
Ловушка (англ. Roach Motel)Какое-то действие, например оформление подписки, совершить очень просто, а отменить многократно сложнее, но об этом нет никаких предупреждений.
«Сцукербергивание» личных данных (англ. Privacy zuckering)Приём назван в честь Марка Цукерберга, вокруг чьих продуктов часто возникали скандалы об использовании личных данных без разрешения пользователей.
Приёмы, не дающие адекватно сравнивать цены (англ. Price comparison prevention)Например, для одних товаров даётся цена за килограмм, для других аналогичных — за упаковку, в которой несколько меньше килограмма. Или в одном, менее выгодном для продавца, случае даётся стоимость с учётом дополнительных сборов, в другом — голая стоимость товара.
Отвлечение внимания (англ. Misdirection)Использование более крупных и заметных элементов, чтобы отвлечь внимание от менее заметных. Например, большая кнопка для покупки дополнительных услуг и маленькая, незаметная — чтобы отказаться.
Скрытые платежи (англ. Hidden costs)Платежи, от которых невозможно или сложно отказаться, но которые не отображаются в ценнике и появляются только на поздних стадиях процедуры заказа товара, например непосредственно перед оплатой. Расчёт на то, что клиенту будет жалко потерянного времени и он согласится на более дорогой товар/услугу.
Приманка с подменой (англ. Bait and switch)Исходя из опыта и интуиции следует, что элемент управления должен делать одно, а на самом деле он делает другое. Известный пример — обновление до Windows 10, которое начиналось, если пользователь просто закрыл окно, предлагающее ему обновиться.
Упор на чувство вины (англ. Confirmshaming)Формулировки составляются таким образом, чтобы заставить пользователя чувствовать себя виноватым, если он не выберет выгодный для продавца вариант. Например, просьба подписаться на рассылку формулируется вежливо и доброжелательно, а текст на кнопке отказа от рассылки составлен максимально грубо.
Замаскированные баннеры (англ. Disguised ads)Рекламные баннеры, которые выглядят как элемент навигации или другой полезный элемент сайта.
Принуждение к подписке (англ. Forced continuity)В течение пробного периода услуга предоставляется бесплатно, но если не отказаться от услуги до его окончания — будет списана оплата за следующий период без предварительного уведомления.
Спам друзьям (англ. Friend spam)Сервис использует список контактов своих пользователей для рекламной рассылки от их имени.